# Horace Lawson Hunley

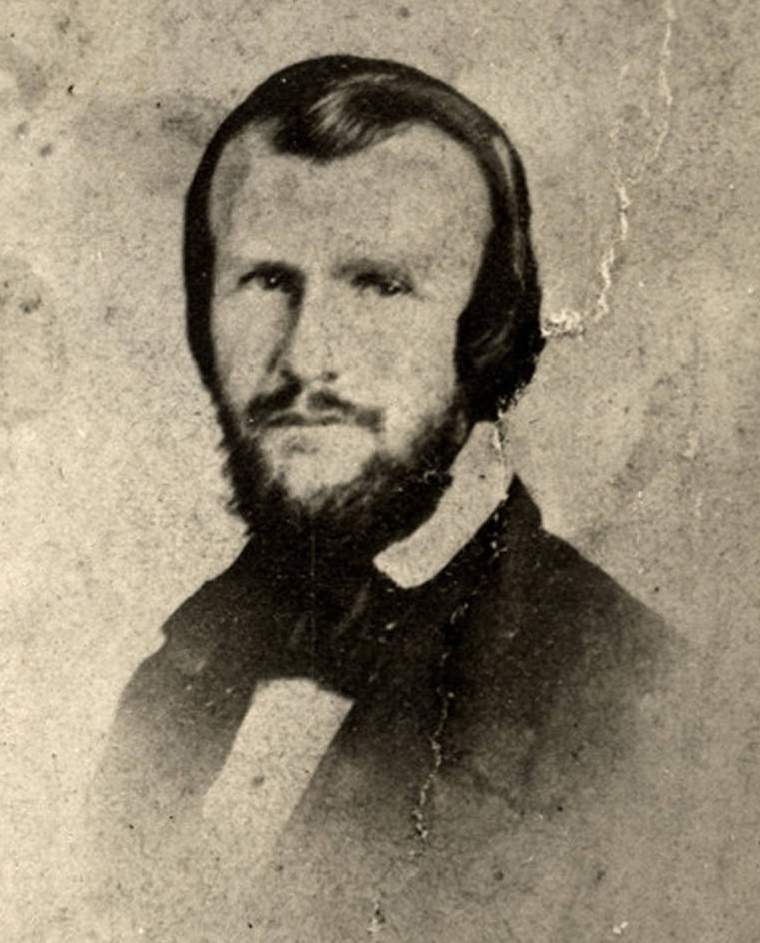
Horace Lawson Hunley,

Horace Lawson Hunley (* 20. Juni 1823 in Sumner County, Tennessee; † 15. Oktober 1863 in Charleston, South Carolina), arbeitete ursprünglich als Jurist in New Orleans. Während des amerikanischen Bürgerkriegs entwickelte er für die konföderierte Marine ein handbetriebenes U-Boot, die H. L. Hunley, mit der die Blockadeschiffe der Nordstaaten vor der Hafenstadt Charleston bekämpft werden sollten. Er ertrank 1863 bei einer Testfahrt seiner Erfindung, welche später nach ihm benannt wurde.